# 景公 (宋)
景公（けいこう、? - 紀元前469年）は、春秋時代の宋の君主（在位前517年 - 前469年）。姓は子、名は欒、あるいは頭曼。元公の子。
元公の太子となった。紀元前522年、華氏が反乱を起こすと、欒は人質にされたが、華亥らが陳に亡命するにあたって、解放された。
紀元前517年、元公が死去すると、宋公として即位した。紀元前506年、召陵の会盟に参加した。紀元前501年、景公は楽大心を晋に派遣して盟を結ばせた。楽溷（子明）が楽大心を誣告した。紀元前500年、楽大心が追放され、曹に亡命した。公子地や公子辰が陳に亡命した。紀元前496年、斉と洮で会盟した。紀元前495年、鄭の罕達の攻撃を受け、老丘で敗れた。紀元前491年、小邾子を捕らえた。
紀元前488年、鄭が晋から離反したため、景公は皇瑗を派遣して鄭に侵入させた。さらに曹を包囲し、翌年に曹を滅ぼして、曹伯陽を捕らえた。紀元前486年、鄭軍が雍丘を包囲したため、景公は皇瑗を派遣して鄭軍を撃退させた。
景公は桓魋（向魋）を寵愛してその増長に悩まされ、紀元前481年にその粛清を図った。桓魋は曹に入って反乱を起こした。景公は向巣を派遣して曹を攻めさせた。桓魋は衛に逃れ、向巣は魯に亡命した。
景公には子がなく、公孫周の子の得と啓を養子とした。紀元前469年10月、空沢に出遊して、連中館で死去した。